# Bocages langsnavelzanger
Bocages langsnavelzanger (Motacilla bocagii synoniem: Amaurocichla bocagii) is een zangvogel uit de familie Motacillidae (piepers en kwikstaarten).

## Verspreiding en leefgebied
Deze soort is endemisch op Sao Tomé, een eiland in de Golf van Guinee, waar hij vooral voorkomt in het midden en het zuiden van het eiland, behalve rond het bergmassief van de Pico de Sao Tomé, de hoogste berg van het eiland. Voorheen werd gedacht dat de soort vooral langs rivieren tot 600 meter hoogte voorkwam, maar de soort is ook gezien boven de 1000 en zelfs boven de 1300 meter. Het leefgebied van Bocages langsnavelzanger is wat verspreid en er zijn ook gebieden waar de vogel niet kan worden aangetroffen.

## Status
De International Union for Conservation of Nature and Natural Resources beoordeelt de soort als kwetsbaar omdat de populatie klein is en de gewenste habitat langs rivieren beperkt is. Hoewel recentelijk dus ontdekt is dat Bocages langsnavelzanger ook op grotere hoogtes en niet direct in de buurt van rivieren voorkomt, is verder onderzoek nodig of er geen afname van de populatie is. De populatie wordt geschat op 250 tot 1000 volwassen individuen en een totaal aantal van tussen de 350 en 1500. De Santomese overheid heeft delen van het leefgebied benoemd als onderdeel van nationaal park Parque Natural Ôbo, wat onder meer de bescherming van deze vogelsoort ten goede zou moeten komen.